# Plumatella incrustata
Plumatella incrustata är en mossdjursart som beskrevs av Abrikosov 1925. Plumatella incrustata ingår i släktet Plumatella och familjen Plumatellidae. Inga underarter finns listade i Catalogue of Life.